# Кабонго, Кристоф
Кристо́ф Кабонго́ (чеш. Christophe Kabongo; род. 27 августа 2003) — чешский футболист, полузащитник чешского клуба «Виктория».

## Клубная карьера
Кабонго — воспитанник столичных клубов «Метеор» и «Спарта». Летом 2020 гоа игрок подписал контракт с бельгийским клубом «Ломмел». В матче против «Льерса» он дебютировал в Челленджер Про-Лиге. 11 декабря 2022 года в поединке против «Дейнзе» Кристоф забил свой первый гол за «Ломмел». В начале 2023 года Кабонго на правах аренды перешёл в словацкий «Железиарне». 24 февраля в матче против «Земплин»а из Михаловце он дебютировал в словацкой Суперлиге. 11 марта в поединке против трнавского «Спартака» Кристоф забил свой первый гол за «Железиарне».